# Rudno (jezioro w województwie wielkopolskim)
Rudno, zwane również Jeziorem Jesieńskim (inne nazwy jeziora to Jezioro Rudzieńskie oraz Jezioro Rudzienko. Nazwa oboczna jeziora to Jezioro Orchowe) – jezioro o powierzchni 163 hektarów.
Jezioro położone jest na terenie dwóch województw. Południowo-zachodnia część leży w województwie lubuskim w powiecie nowosolskim, na terenie gminy Kolsko. Natomiast północno-wschodnia część należy do gminy Wolsztyn w powiecie wolsztyńskim w województwie wielkopolskim. Podział jeziora na dwa osobno nazywane akweny pokrywa się z dawnym podziałem administracyjnym Niemiec. Przez jezioro przepływa rzeka Obrzyca.